# Aleksandr Sarkhi
Aleksandr Sarkhi (russisk: Александр Григорьевич Зархи) (født 18. februar 1908 i Moskva i det Russiske Kejserrige, død 27. januar 1997 i Moskva i Rusland) var en sovjetisk filminstruktør.

## Filmografi
- Veter v litso (Ветер в лицо, 1930)
- Mit moderland (Моя Родина, 1933)[1][2][3]
- Varme dage (Горячие денечки, 1933)
- Stedfortræder for Østersøen (Депутат Балтики, 1936)
- Regeringsmedlem (Член правительства, 1939)
- Han hedder Suche-Bator (Его зовут Сухэ-Батор, 1942)
- Malakhov Kurgan (Малахов курган, 1944)
- I livets navn (Во имя жизни, 1947)
- Ædle korn (Драгоценные зёрна, 1948)
- Vysota (Высота, 1957)
- Ljudi na mostu (Люди на мосту, 1959)
- Moj mladsjij brat (Мой младший брат, 1962)
- Anna Karenina (Анна Каренина, 1967)
- Povest o neizvestnom aktjore (Повесть о неизвестном актёре, 1976)
- 26 dage i Dostojevskis liv (Двадцать шесть дней из жизни Достоевского, 1981)